# Raoul V Le Flamenc
Raoul V Le Flamenc (Piccardia, ... – 1288) è stato un militare francese, maresciallo di Francia nel 1285.
Era figlio di Raoul IV Le Flamenc, signore di Cany, Varesnes e Beaulincourt, e di Marie sua sposa.

## Biografia
Guido conte di Fiandra gli assegnò nel 1280 una rendita di 100 lire tornesi sulle entrate della contea.
Si trova citato fra i partecipanti alla Crociata d'Aragona voluta da Filippo l'Ardito nel 1285; a quel tempo era già stato nominato maresciallo di Francia; nel 1287 esercitava la carica contemporaneamente a Jean II d'Harcourt, come riportato da un atto reale di Filippo il Bello
.
Un suo ritratto era conservato ancora nel XIX secolo nella galleria dei Marescialli alla reggia di Versailles.

## Discendenza
Sposato due volte, prima con Helvide de Conflans, poi con Jeanne de Chaumont, ebbe in tutto sei figli; l'erede Raoul, VI del nome, morì alla battaglia di Courtrai, nel 1302.